# Pristimantis medemi
Pristimantis medemi är en groddjursart som först beskrevs av Lynch 1994.  Pristimantis medemi ingår i släktet Pristimantis och familjen Strabomantidae. IUCN kategoriserar arten globalt som livskraftig. Inga underarter finns listade i Catalogue of Life.